# Щегольков, Владимир Николаевич
Влади́мир Никола́евич Щеголько́в (1 июня 1937, Одесса — 22 октября 2008, Киев) — советский футболист. Заслуженный мастер спорта СССР (1967). Футбольное амплуа — правый и центральный защитник.
Окончил институт физкультуры и институт народного хозяйства в Киеве.

## Биография
Родился и вырос в Одессе, на Ремесленной улице. С трёх лет играл в футбол.
В 1951 году начал заниматься футболом под руководством Александра Михальченко. В 17 лет играл за юношескую сборную Одессы, в 18 лет дебютировал в команде одесского «Пищевика». Одновременно выступал и за «Металлург», который базировался на Канатном заводе. За «Пищевик» играл на позиции полузащитника, иногда, по тренерскому заданию, переходил в защиту.
Вскоре на способного футболиста обратили внимание представители московского «Спартака» и киевского «Динамо», и Щегольков перешёл в «Динамо» (Киев). Главный тренер киевлян Вячеслав Соловьев отрабатывая схему игры «4-2-4», отправил его в защиту. В чемпионатах СССР за «Динамо» провёл 210 игр, забил 5 голов. В еврокубках — 10 матчей (КЕЧ — 4, КОК — 6). Был незаменимым игроком на своем фланге. Однако к 30 годам на его место стал претендовать Фёдор Медвидь. Главный тренер Виктор Маслов в итоге ставку сделал на Медвидя.
В начале 1968 перешёл в «Шахтёр» (Донецк), где усилиями Олега Ошенкова, Валерия Лобановского и Олега Базилевича создавалась команда-конкурент киевскому «Динамо». Однако вскоре Лобановский и Базилевич клуб покинули, а сам Щегольков не сумел войти в доверие к Ошенкову. Сначала Щеголькова ставили на левый фланг, а потом и вовсе убрали из состава. В итоге, через 1,5 месяца он уехал из Донецка.
Со второй половины 1968 играл за «Авангард» (Тернополь). Сначала работал играющим старшим тренером, потом и администратором.
Щеголькова характеризовали как физически сильного, резкого, ловкого. Выделялся хорошей техникой, тонким пониманием игры, быстрой ориентировкой, умением принять правильное решение. Жестко вел единоборства, часто подключался к атакам. При этом сам Щегольков, как и его партнёры по «Динамо», признавался, что в игре был часто вспыльчив и горячился. Проповедовал жёсткий стиль игры, часто получал и сам наносил травмы. Так, Щегольков нанёс серьёзную травму Валентину Бубукину. Свою горячность объяснял стремлением полностью отдаваться игре.
Закончив игровую карьеру, перешёл работать в сферу бытового обслуживания населения. Работал директором треста столовых в Киеве.
В последние годы жил в селе Кодаки (в сорока километрах от Киева), где помогал восстанавливаться после инсульта своей жене.

## Достижения
- Чемпион СССР 1961, 1966, 1967.
- 2-й призёр 1965 г.
- Обладатель Кубка СССР 1964, 1966.
- В списках лучших футболистов УССР[укр.] (8): 1959 — № 2, 1961 — № 1, 1962 — № 2, 1963 — № 2, 1964 — № 1, 1965 — № 1, 1966 — № 1, 1967 — № 1.
- В списках 33 лучших футболистов сезона в СССР (2): 1965 — № 2, 1967 — № 2.

## Семья
Был женат, имел дочь.